# Schönfließ (Eisenhüttenstadt)
Schönfließ (pol. Potoczna) – dzielnica miasta Eisenhüttenstadt w Niemczech.

## Historia
Obszar stanowił część ziemi lubuskiej i leżał w granicach diecezji lubuskiej. Najstarsza znana wzmianka o miejscowości pochodzi z 1316. Wieś należała do klasztoru cystersów w Neuzelle. W 1950 została włączona do miasta Fürstenberg (Oder) (pol. Przybrzeg), a w 1961 wraz z nim została częścią Eisenhüttenstadt.

## Zabytki
- Gmach szkoły
- Dzwonnica kościoła św. Krzyża